# Archeologické naleziště Nemea
Archeologické naleziště Nemea jsou pozůstatky antického starověkého města Nemea. Komplex se nachází v Řecku na Peloponéském poloostrově, nedaleko města Korint. Dnes se nachází v regionální jednotce Korinthie. Nemea proslula ve starověku díky sportovním hrám, které se zde pořádaly každé dva roky. První nemejské hry se konaly v roce 573 př. n. l. V komplexu se nachází Helénistický stadion, který dokázal pojmout až 40 000 diváků. Dále pod komplex naleziště spadá také Diův chrám, náměstí, devět obdélníkových budov, obytné domy a lázně. S městem je také spojen hrdina Hérákles, který zde podle řecké mytologie porazil zlatého nemejského lva.

## Nemea v mytologii

### Hérakles a nemejský lev
Existují dva mýty o založení nemejských her. První tvrdí, že hry založil Herákles jako poctu svému otci Diovi za jeho vítězství nad Nemejským lvem. Hérakles se ve věštbě z Delf dozvěděl, že má odejít do Mykén ke svému příbuznému králi Eurystheovi a vykonat deset úkolů, jež mu uloží. Zbabělý a slabošský Eurystheus záviděl Héraklovi jeho slávu a toužil ho pokořit a tak mu dal takové úkoly, které byly nesplnitelné. Prvním z nich bylo přinést kůži Nemejského lva. Nemejský lev byla velmi nebezpečná šelma, která byla nezranitelná díky její zlaté neprorazitelné srsti. Hérakles vyčkával před lví jeskyní než se setmí a poté na lva zaútočil. Nejprve na něj vypálil šípy, ale ty se od lva pouze odrazily. Hérakles se proto přiblížil ke lvu a udeřil ho svým kyjem do hlavy. Omráčenému lvu poté sevřel hrdlo dlaněmi a zardousil ho. Z mrtvého lva stáhl kůži a zahalil se do ní.Když vstoupil ve lví kůži do mykénského paláce, Eurystheus úlekem vyběhl ze síně, považující Hérakla za skutečného lva. Lví kůži si Hérakles ponechal a sloužila mu jako brnění. Všechny Eurystheovi úkoly nakonec Hérakles splnil.
Legendu podpírá jeden archeologický důkaz objevený v Nemei, který se skládá z malých bronzových nástavců na lví hlavy a zlatého fóliového reliéfu Héraklovy tváře se lví kůží uvázanou pod bradou. Avšak souvislost Héraklova vítězství nad lvem a založením nemejských her nebyla ve starověké literatuře zmíněna až do 1. století po Kristu. Je ale známo více verzí tohoto mýtu, kde nejsou hry v Héraklově příběhu vůbec zmiňovány.

### Oféltés

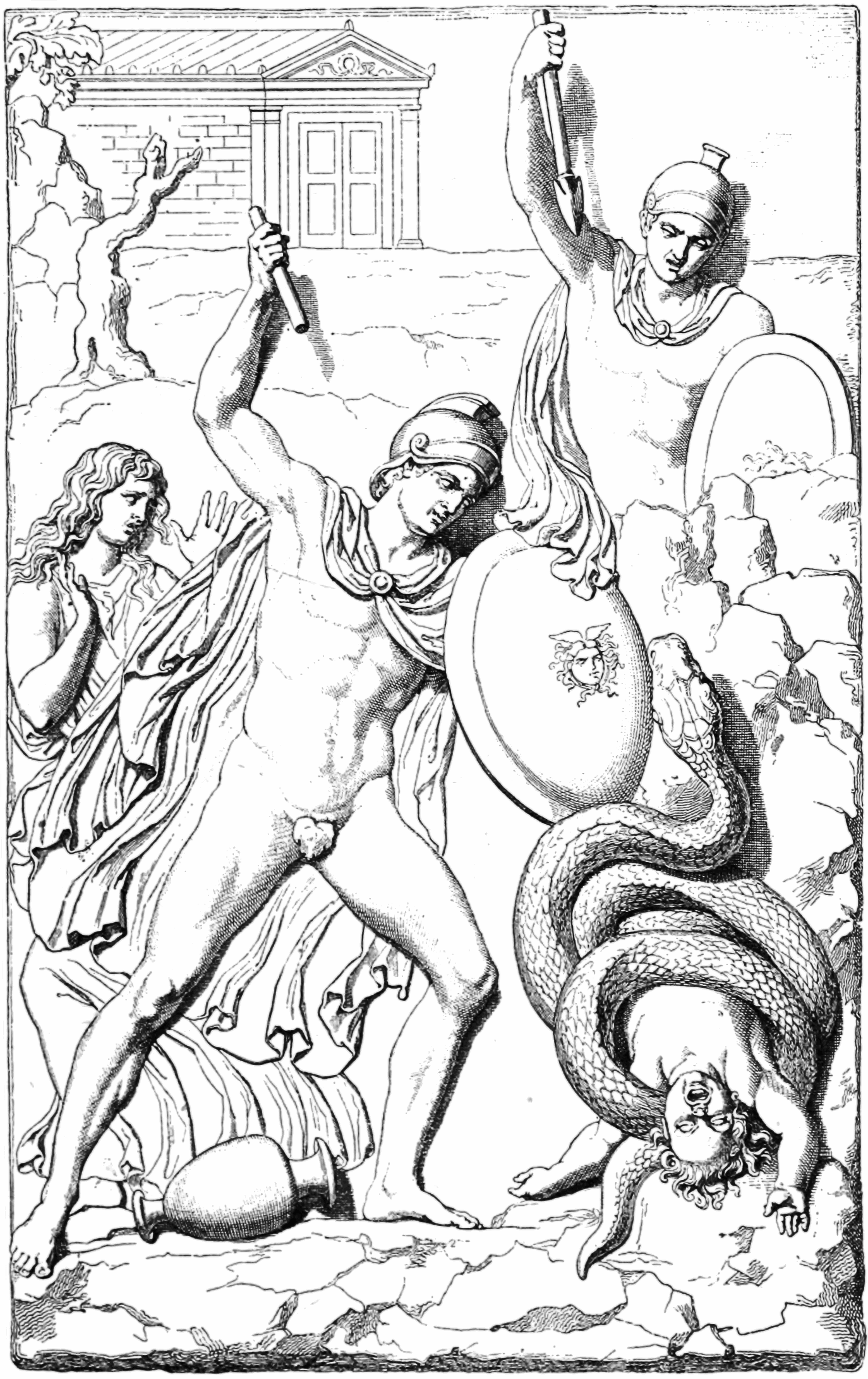
Smrt malého prince Ofélta

Druhý mýtus vypráví o Oféltovi (nazývaný také Archemoros), synu nemejského krále Lykúrga a jeho manželky Eurydiky. Když se králi a královně narodilo dlouho chtěné dítě, vyslal Lykúrgos posla do Delf pro věštbu, strachující se o budoucnost svého jediného potomka. Orákulum Pýthie odpovědělo s varováním. Dítě se prý nesmí dotknout země do té doby, než se naučí chodit. Král svěřil péči Oféltéa do rukou jedné ze služebných Hypsipylé, aby o dítě pečovala. Jednoho dne s procházela Hypsipylé s Oféltém v náručí, když tu byla oslovena sedmi šampiony, zvanými Sedm proti Thébám, kteří byli na cestě z Argosu do Théb, žádající ji o vodu. Zavedla je k pramenu, kde malého dítě položila do měkkého celeru. V petrželi se však ukrýval had a nebohého Ofélta uštknul.
Sedmička tuto smrt považovala za špatné znamení pro svou výpravu a přejmenovala dítě na Archemoros, což znamená "začátečník zkázy". Ve snaze usmířit bohy i jako projev úcty k Oféltovi, se chlapcovu počest konaly pohřební hry, o nichž se předpokládalo, že stály u zrodu nemejských her. Vysvětluje to také, proč je koruna vítězství vyrobena z petržele a proč jsou černá roucha soudců her (Hellanodikai) vykládána jako znamení smutku.

## Sportovní hry
Nemea byla jedním z míst, kde se konaly Panhelénské hry. K Panhelénským hrám patřily čtyři největší řecké sportovní hry: olympijské, pýthické, isthmické a nemejské hry. Hry se konaly v různých intervalech, aby se časově nepřekrývaly. Čas konání jednotlivých her tvořil cyklus, řecký zvaný periodos (koloběh), Každé toto čtyřleté období se nazývalo olympiádou. Nemejské hry se konaly každé dva roky, vždy rok před olympijskými. První hry se Nemejské hry se konaly již v roce 573 před Kristem. Ústředním bodem těchto slavností byly atletické soutěže, ale spolu s atlety a jejich trenéry přicházeli básníci a sochaři, poutníci a politici, obchodníci i obyčejní občané, kteří se chtěli bavit. Pro Řeky to byla příležitost pravidelně se setkávat na společných slavnostech. Pokaždé bylo uzavřeno posvátné příměří, které zastavovalo všechny války a spory.
Disciplíny měly panhelénský charakter a byly tedy podobné těm olympijským. Větší význam oproti ostatním hrám však míval běh. Závody byly rozděleny podle délky trati. Klasický závod (zvaný Stadion) měl zhruba 178 metrů, poté byly závody dvakrát (Diaulos) a čtyřikrát (Hippios) tak dlouhé. Konal se také běh na výdrž (Dolichos), kdy měl soutěžící dokola oběhnout stadion až 20krát. Zvláštní disciplínou byl běh těžkooděnců (Hoplitodromos), neboli běh ve zbroji, kdy na sobě běžci měli helmice a drželi bronzový štít. Dále tu byly různé druhy zápasu. Takzvaný Pyx byl zápas podobný boxu a Pankration se podobá dnešnímu wrestlingu. V obou disciplínách prohrává ten, jež se jako první vzdal. Soutěžilo se také v pětiboji, který se skládal z běhu stadion, zápasu, hodu oštěpem, hodu diskem a skoku do dálky.
Na hipodromu se závodilo se také na vozech taženými koňmi. Závody se rozdělovaly podle délky trati či počtu koní. Za vítěze byl ovšem považován majitel koní a ne jezdec. Byla to také jediná disciplína, které se mohli účastnit i ženy. Soutěžilo se však například také v hudbě. Na chod her a dodržování pravidel dohlíželi soudci, oděni v černém, kteří se jmenovali hellanodikové. Vítěz dostal korunu z divokého celeru, údajně na památku Ofélta.

## Historie
V celém regionu, včetně Nemee nalezly archeologové předměty, které se datují až do neolitu. Větší rozlohu a významu nabývá osada ve 12. století př. n. l. za doby mykénské civilizace. Největší význam a slávu získalo město v 6. až 3. století př. n. l., konáním nemejských sportovních her. První doložené hry se konaly již roku 573 př. n. l. Hry se konaly až do roku 270 př. n. l., kdy byly přesunuty do Argosu. Obyvatelé Argosu totiž přinášeli největší obětiny do Diova chrámu, a proto měli právo vybrat si jednoho z kněží. Přibližně v roce 330 př. n. l. se atletické hry vracejí z Argosu do Nemeji. Následně se však hry natrvalo přesunuly do Argosu.
V roce 394 př. n. l. se u Nemeji odehrála jedna z bitev Korintské války. Na jedné straně stály Korinťané, Athéňané, Argivové, Eubójci, Boiótyové a na druhé kolalice Sparty s achajskými, eleánskými, mantinejskými a tegejskými spojenci. Koalice Sparty byla rozdělena na dvě skupiny, sparťany a spojence. Armáda spojenců tím však byla vystavěna útoku z boku. Sparťané nakonec zvítězili i přes značné ztráty.
Po přesunutí her do Argosu, byla Nemea postupně opuštěna a zůstala zde pouze zemědělská pole. Nemea byla znovu osídlena křesťany až ve 4. století n. l., kteří zde postavili baziliku a křtitelnici. I ti však v 6. století místo opustili, poté co vyschla místní řeka.

## Památky
Diův chrám

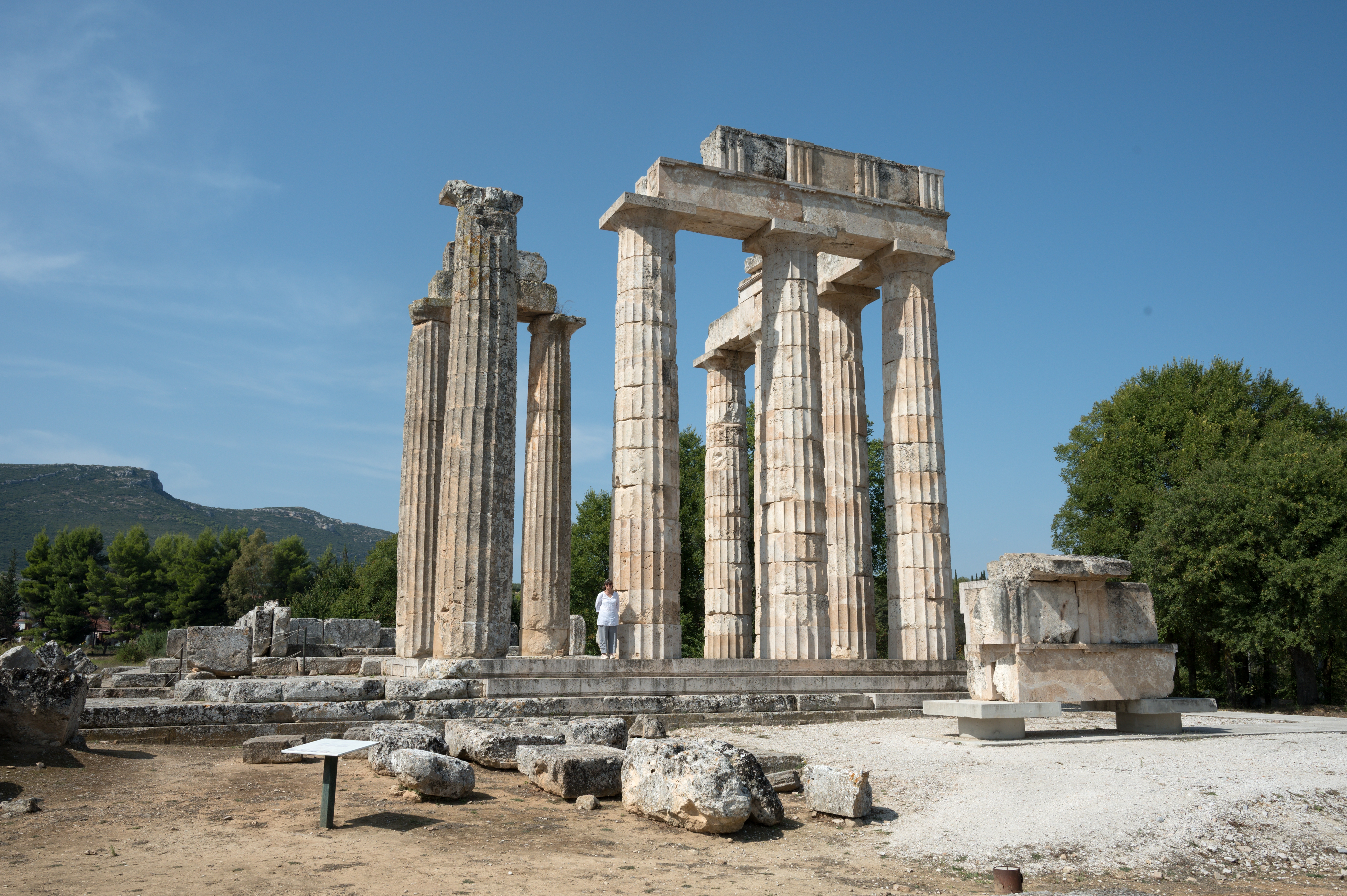
Diův chrám v Nemeji

Diův chrám v Nemeji tvoří centrum starověkého naleziště. Chrám je zasvěcen bohu Diovi, vládci oblohy a nejvyššímu z bohů. Dnešní pozůstatky chrámu pocházejí ze 4. století před naším letopočtem (většinou se jako rok postavení chrámu uvádí r. 330 př. n. l.), ale chrám byl postaven na dřívější stavbě z 6. století př. n. l. Původní verze Diova chrámu byla zničena požárem, na jehož místě obyvatelé starověké Nemei postavili současný chrám.
Chrám je z větší části postaven z vápence. Po obvodu měl 32 sloupů dórského, korintského i iónského stylu. Dorský řád je použit v exteriéru, korintský na kolonádě a iónský na druhém patře chrámu. Dnes stojí pouze tři, avšak šest sloupů bylo zrekonstruováno pro návštěvníky místa. Uvnitř byla umístěna velká socha Dia, ta se však nedochovala. Chrám byl částečně zrekonstruován, aby si návštěvníci naleziště mohli udělat jasnější představu o jeho velikosti a majestátnosti.
Oikoi

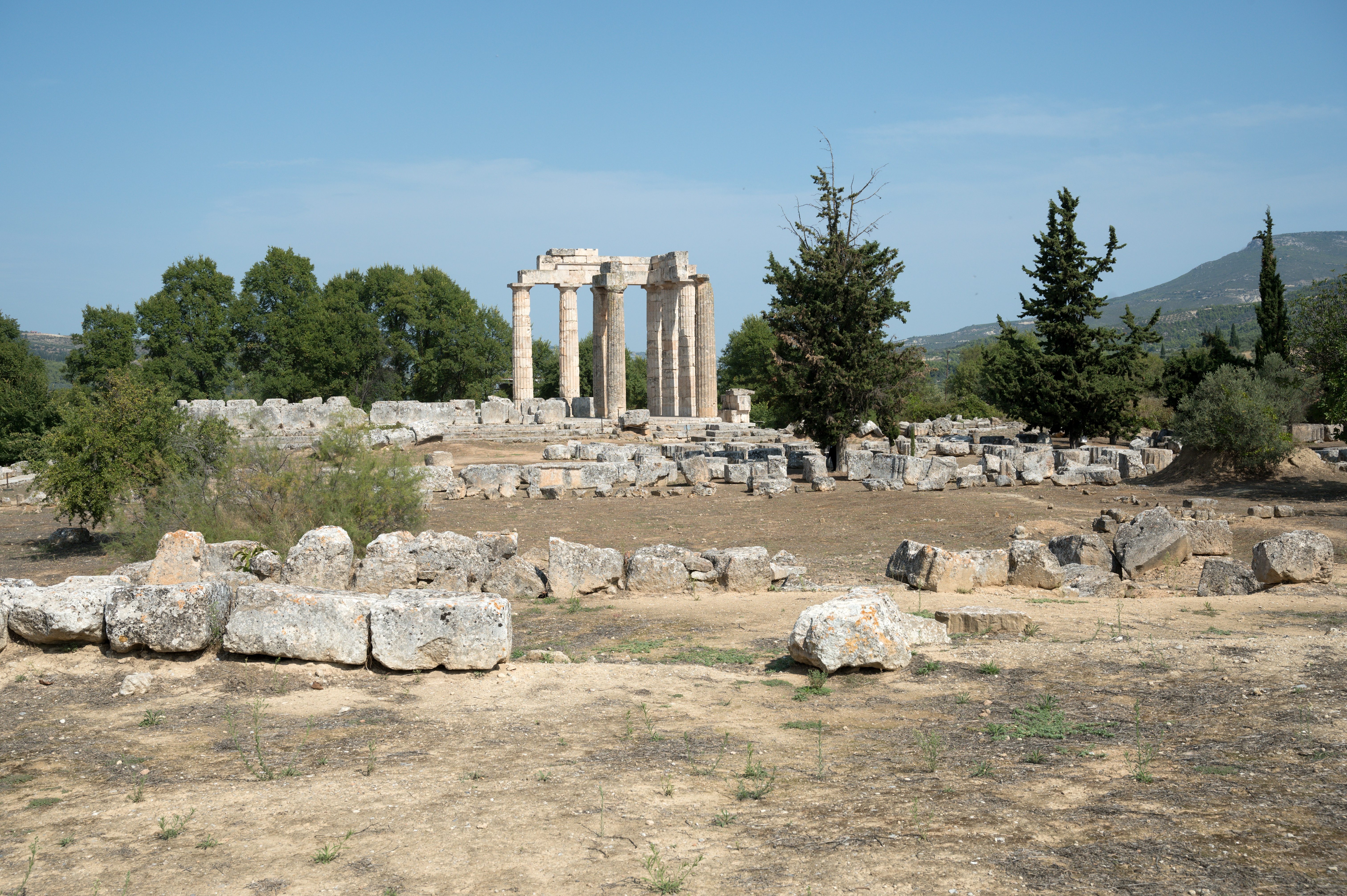
Ruiny oikoi vedle Diova chrámu

Komplex chrámu nezahrnuje pouze samostatnou budovu svatyně. V posvátném areálu se nachází ruiny dalších devíti rozsáhlých budov také ze 4. století př. n. l. Označují se řeckým slovem "oikos", které obvykle znamená "dům". Stavby byly označeny jako obytné domy vzhledem k jejich vybavení. Nejpravděpodobněji však sloužily jako oficiální příbytky pro kněží, soudce (Hellanodikai) nebo správce během dvouletých her, nikoli jako obydlí stálého obyvatelstva v Nemeji. Dnes zůstaly z oikoi jen vápencovité základy. Chrám je také obklopen náměstím, kde se nacházejí pozůstatky lázní. Současný chrámový komplex je velký 2816 metrů.
Stadion
Nedaleko Diova chrámu se nachází nemejský stadion, kde se konala sportovní utkání. Stadion byl postaven v raném helénistickém stylu v letech 330 až 300 před n. l. Amfiteátr, který byl vystavěn do dvou kopců, sloužil jako tribuny pro diváky her. Dokázal pojmout až 40 000 diváků. Roztroušené vápencové kameny sloužily jako sedadla pro významné hosty. Trať byla původně dlouhá 600 stop a bylo rozdělena do 6 drah, přičemž každá byla označena řeckým písmenem. Na trati se nacházejí sloupky označující určité vzdálenosti. Vodní kanály z tvrdého vápence, táhnoucí se po obvodu stadionu, zásobovaly atlety a diváky čerstvou pitnou vodou. Při vykopávkách v roce 1974 byly nalezeny dva černé mramorové podstavce, které mohly být stupínky pro vítěze. V areálu můžeme také najít zbytky antické stavby, kterou soutěžící využívaly jako šatnu. Odkryta je i kamenná startovní čára (balbír).
Součástí stadionu je tunel, který vedl kolmo do poloviny hipodromu. Klenutý průchod je dlouhý 36 metrů a po jeho zdech jsou vyryta jména vítězů, jak alfabetou, tak se objevují i polatinštěná jména. Tunel byl umístěn tak, aby vytvořil vstup pro sportovce, kteří jím mohli vstoupit přímo na dráhu stadion a vyhnout se tak davům táhnoucích se po obou stranách stadionu.
V archeologickém nalezišti bylo objeveno mnoho pozůstatků antického života, jež jsou vystaveny v místním muzeu. Kromě výše zmíněných památek zde můžeme nalézt také ubytovny pro cizince (xenon), další pro sportovce, domy pro soudce, veřejné lázně, křesťanskou baziliku, křtitelnici a Ofeltovu svatyni.

## Evropské dědictví

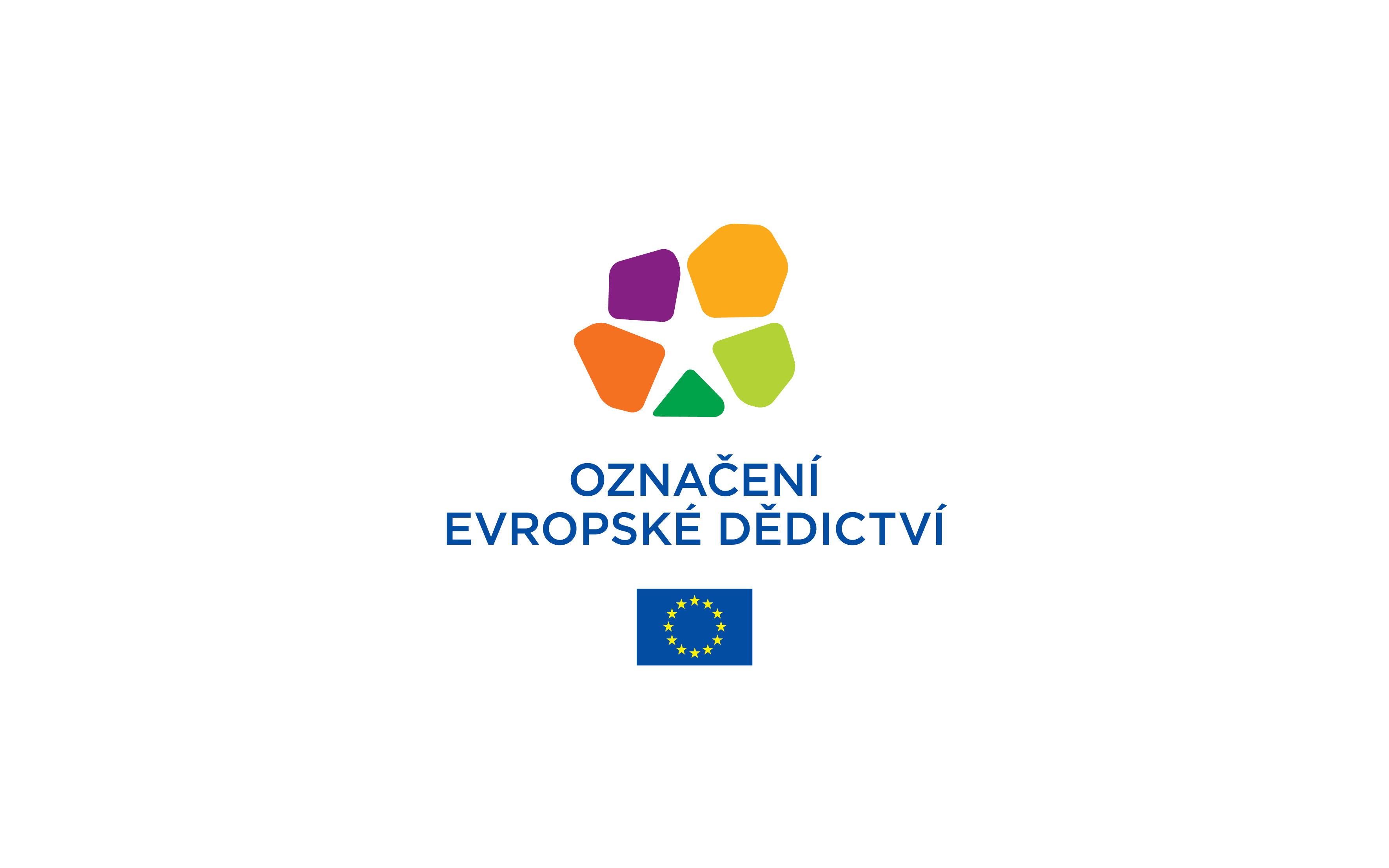
Označení Evropské dědictví

Nemea nám předává hmotné dědictví antické civilizace a představu o podobě starověkých sportovních her. Díky tomu nese Nemea od roku 2021 označení Evropského dědictví za vznik sportovních kořenů Evropy a ideálů klasických moderních sportů.